# Фой, Клэр
Клэр Эли́забет Фой (англ. Claire Elizabeth Foy, род. 16 апреля 1984) — английская актриса. Обладательница двух премий «Эмми» и одной премии «Золотой глобус», а также четырёхкратная номинантка на премию BAFTA. Наиболее известна своей ролью королевы Елизаветы II в сериале «Корона» (2016—2017).

## Биография
Клэр Фой родилась 16 апреля 1984 года в Стокпорте и росла в Манчестере и Лидсе. Позже её семья переехала в Бакингемшир. Клэр — самая младшая из троих детей. Она училась в Средней школе Эйлсбери, предназначенной для обучения девочек старше двенадцати лет; позже обучалась в Ливерпульском университете имени Джона Мурса. Отучилась один курс в Оксфордской Школе Драмы. С 12 до 15 лет Фой страдала ювенильным ревматоидным артритом. Получила высшее образование в 2007 году, и одно время жила в Пэкхеме «с пятью друзьями из театральной студии».
Когда Клэр училась в Оксфордской школе драмы, она участвовала в постановках «Лучшие девушки», «Корабельный холм», «Лёгкое поведение» и «Ненормальный». После появления на телевидении она сделала свой первый профессиональный театральный дебют в «ДНК» (англ. DNA) и «Чудо» (англ. The Miracle), двух из трёх спектаклей Паула Миллира; третьим был «Детка» (англ. Baby Girl).
Поворотной для телевизионной карьеры Клэр стала главная роль в мини-сериале Би-би-си «Крошка Доррит», за игру в нём Фой была номинирована на премию RTS. Также актриса известна благодаря телефильму «Опочтарение», экранизации романа «Держи марку!» Терри Пратчетта, в котором она сыграла Ангелу Добросерд. В 2010 году Фой исполнила роль леди Персефоны в сериале «Вверх и вниз по лестнице», а в 2011 — приняла участие в съёмках приключенческого фильма о Средних веках «Время ведьм». В нём она сыграла Анну, молодую девушку, обвинённую в колдовстве. Также Фой играла в фильме «The Promise», который в одном из интервью она назвала «любимейшей из всех работ». В 2014 году на канале NBC состоялась премьера сериала «Череп и кости» с Джоном Малковичем в главной роли. Клэр исполнила в нём роль Кейт Бальфур. Её партнёром вновь стал Ричард Койл (ранее они играли вместе в «Опочтарении»).
В начале 2015 года состоялась премьера исторического мини-сериала «Волчий зал», основанного на романах британской писательницы, дважды лауреата Букеровской премии Хилари Мантел «Вулфхолл» и «Введите обвиняемых», в котором Фой сыграла Анну Болейн.
Роль королевы Елизаветы II в сериале «Корона» прославила актрису на весь мир и в 2017 году принесла ей премию Золотой глобус. Сериал завоевал и множество других наград. Пятый сезон выйдет в 2022 году.

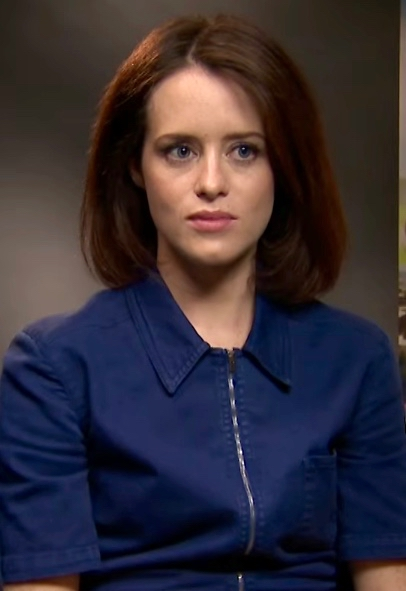
Фой в октябре 2017 года

В 2017—2018 годах Фой можно было увидеть в фильмах «Дыши ради нас», «Не в себе», «Человек на Луне» и «Девушка, которая застряла в паутине». В 2021 году Фой сыграла жену английского художника Луиса Уэйна в исполнении Бенедикта Камбербэтча в биографической ленте «Кошачьи миры Луиса Уэйна».

## Личная жизнь
В 2014—2018 годах Фой была замужем за актёром Стивеном Кэмпбеллом Муром. У бывших супругов есть дочь — Айви Роуз (род. в марте 2015).

## Фильмография
| Год       |     | Русское название                    | Оригинальное название                                 | Роль                                |
| --------- | --- | ----------------------------------- | ----------------------------------------------------- | ----------------------------------- |
| 2008      | с   | Быть человеком                      | Being Human                                           | Джулия                              |
| 2008      | с   | Врачи                               | Doctors                                               | Хлоя Вебстер                        |
| 2008      | мтф | Крошка Доррит                       | Little Dorrit                                         | Эми Доррит                          |
| 2009      | с   | Десятиминутные истории              | 10 Minute Tales                                       | женщина                             |
| 2010      | тф  | Опочтарение                         | Going Postal                                          | Ангела Добросерд                    |
| 2010      | тф  | Пульс                               | Pulse                                                 | Ханна Картер                        |
| 2010—2012 | с   | Вверх и вниз по лестнице            | Upstairs, Downstairs                                  | леди Персефона Тоуин                |
| 2010      | ф   | Время ведьм                         | Season of the Witch                                   | Анна                                |
| 2011      | мтф | Обещание                            | The Promise                                           | Эрин Мэттьюс                        |
| 2011      | тф  | Ночной дозор                        | The Night Watch                                       | Хелен Джинивер                      |
| 2011      | ф   | Разрушители                         | Wreckers                                              | Доун                                |
| 2011      | тф  | Халтурщики                          | Hacks                                                 | Кейт Лой                            |
| 2012      | мтф | Белая жара                          | White Heat                                            | Шарлотта                            |
| 2014      | ф   | Академия вампиров                   | Vampire Academy                                       | Соня Карп                           |
| 2014      | с   | Череп и кости                       | Crossbones                                            | Кейт Бальфур                        |
| 2014      | ф   | Розовая вода                        | Rosewater                                             | Паола                               |
| 2014      | мтф |                                     | The Great War: The People's Story                     | Хелен Бентвич                       |
| 2014      | тф  |                                     | Frankenstein and the Vampyre: A Dark and Stormy Night | рассказчик                          |
| 2015      | мтф | Волчий зал                          | Wolf Hall                                             | Анна Болейн                         |
| 2015      | ф   | Леди в фургоне                      | The Lady in the Van                                   | Лоис, социальный работник           |
| 2016—2020 | с   | Корона                              | The Crown                                             | королева Елизавета II               |
| 2017      | ф   | Дыши ради нас                       | Breathe                                               | Дайана Кавендиш                     |
| 2018      | ф   | Не в себе                           | Unsane                                                | Сойер Валентини                     |
| 2018      | ф   | Человек на Луне                     | First Man                                             | Джанет Шерон                        |
| 2018      | ф   | Девушка, которая застряла в паутине | The Girl in the Spider's Web                          | Лисбет Саландер                     |
| 2021      | ф   | Исчезнувший                         | My Son                                                | Джоан Ричмонд                       |
| 2021      | ф   | Кошачьи миры Луиса Уэйна            | The Electrical Life of Louis Wain                     | Эмили Ричардсон-Уэйн                |
| 2021      | с   | Чрезвычайно британский скандал      | A Very British Scandal                                | Маргарет Кэмпбелл, герцогиня Аргайл |
| 2022      | ф   | Говорят женщины                     | Women Talking                                         | Саломея Фризен                      |
| 2023      | ф   | Незнакомцы                          | All of Us Strangers                                   | мать Адама                          |
|           | ф   | Волшебное дерево                    | The Magic Faraway Tree                                | Полли                               |
|           | ф   | Я значит Ястреб                     | H Is For Hawk                                         | Хелен                               |

## Награды и номинации
Полный список наград и номинаций на сайте IMDB.com
| Награда                                   | Год  | Категория                                                       | Работа          | Результат |
| ----------------------------------------- | ---- | --------------------------------------------------------------- | --------------- | --------- |
| Золотой глобус                            | 2017 | Лучшая женская роль в телевизионном телесериале — драма         | Корона          | Победа    |
| Золотой глобус                            | 2018 | Лучшая женская роль в телевизионном телесериале — драма         | Корона          | Номинация |
| Золотой глобус                            | 2019 | Лучшая женская роль второго плана — кинофильм                   | Человек на луне | Номинация |
| Эмми                                      | 2017 | Лучшая женская роль в драматическом телесериале                 | Корона          | Номинация |
| Эмми                                      | 2018 | Лучшая женская роль в драматическом телесериале                 | Корона          | Победа    |
| Эмми                                      | 2021 | Лучшая приглашённая актриса в драматическом телесериале         | Корона          | Победа    |
| BAFTA                                     | 2016 | Лучшая женская роль в телефильме                                | Волчий зал      | Номинация |
| BAFTA                                     | 2017 | Лучшая женская роль в драматическом сериале                     | Корона          | Номинация |
| BAFTA                                     | 2018 | Лучшая женская роль в драматическом сериале                     | Корона          | Номинация |
| BAFTA                                     | 2019 | Лучшая женская роль второго плана                               | Человек на луне | Номинация |
| Премия «Британия»                         | 2017 | Лучшая актриса года                                             | N/A             | Победа    |
| Премия Гильдии киноактеров США            | 2017 | Лучшая женская роль в драматическом сериале                     | Корона          | Победа    |
| Премия Гильдии киноактеров США            | 2017 | Лучший актёрский состав в драматическом сериале                 | Корона          | Номинация |
| Премия Гильдии киноактеров США            | 2018 | Лучшая женская роль в драматическом сериале                     | Корона          | Победа    |
| Премия Гильдии киноактеров США            | 2018 | Лучший актёрский состав в драматическом сериале                 | Корона          | Номинация |
| Спутник                                   | 2016 | Лучшая актриса в мини-сериале или телефильме                    | Волчий зал      | Номинация |
| Спутник                                   | 2019 | Лучшая актриса второго плана                                    | Человек на луне | Номинация |
| Выбор критиков                            | 2015 | Лучшая женская роль второго плана в мини-сериале или телефильме | Волчий зал      | Номинация |
| Выбор критиков                            | 2018 | Лучшая женская роль в драматическом сериале                     | Корона          | Номинация |
| Выбор критиков                            | 2019 | Лучшая женская роль второго плана                               | Человек на луне | Номинация |
| Выбор критиков                            | 2019 | Награда #SeeHer Award                                           | N/A             | Победа    |
| Премия Ассоциации телевизионных критиков  | 2017 | Личные достижения в драме                                       | Корона          | Номинация |
| Премия Лондонского кружка кинокритиков    | 2019 | Лучшая актриса года в роли второго плана                        | Человек на луне | Номинация |
| Премия Лондонского кружка кинокритиков    | 2019 | Лучшая британская / ирландская актриса года                     | Человек на луне | Номинация |
| Ассоциация кинокритиков Джорджии          | 2019 | Лучшая женская роль второго плана                               | Человек на луне | Номинация |
| Ассоциация кинокритиков Остина            | 2019 | Лучшая женская роль второго плана                               | Человек на луне | Номинация |
| Общество кинокритиков Хьюстона            | 2019 | Лучшая женская роль второго плана                               | Человек на луне | Номинация |
| Ассоциация кинокритиков Далласа—Форт-Уэрт | 2018 | Лучшая женская роль второго плана                               | Человек на луне | 5-е место |
| Общество кинокритиков Сиэтла              | 2018 | Лучшая женская роль второго плана                               | Человек на луне | Номинация |
| Премия кружка кинокритиков Ванкувера      | 2018 | Лучшая женская роль второго плана                               | Человек на луне | Номинация |
| Премия кружка кинокритиков Флориды        | 2018 | Лучшая женская роль второго плана                               | Человек на луне | 2-е место |